# Kásád
Kásád is een plaats (község) en gemeente in het Hongaarse comitaat Baranya. Kásád telt 386 inwoners (2001) en is het zuidelijkste dorp van Hongarije. Het zuidelijkste dorp met een in meerderheid Hongaarse bevolking, is het Servische dorpje Skorenovac (Székelykeve) aan de Donau, in de gemeente Kovin, in de provincie Vojvodina.